# Гачинович, Мият
Мия́т Гачи́нович (серб. Мијат Гаћиновић / Mijat Gaćinović; 8 февраля 1995, Требине) — сербский и боснийский футболист, атакующий полузащитник клуба АЕК (Афины) и сборной Сербии. Участник чемпионата Европы 2024.

## Карьера

### Клубная
Воспитанник школ клубов «Леотар» и «Войводина». Дебютировал в составе «Войводины» 19 марта 2013 в возрасте 18 лет против клуба «Доньи Срем». 18 мая забил свой первый гол в ворота клуба «Раднички» (Ниш), принеся клубу победу 3:2.
В сезоне 2015/16 Гачинович подписал контракт с «Айнтрахтом» из Франкфурта до 30 июня 2019 года. В финале Кубка Германии 2017/18 Гачинович забил гол в ворота мюнхенской «Баварии» и выиграл с клубом трофей турнира (3:1). В 2018 году он продлил контракт с «Айнтрахтом» до 2022 года.
4 августа 2020 года Гачинович подписал контракт с «Хоффенхаймом» в рамках сделки по обмену, а Стивен Цубер отправился во Франкфурт. Контракт подписан на четыре года.

### В сборной
Ранее выступал за сборную Боснии и Герцеговины до 17 лет в квалификационном раунде чемпионата Европы 2012 года, но затем выбрал сборную Сербии. Играл на чемпионате Европы 2013 года в составе сборной Сербии, в полуфинале против Португалии в конце игры сравнял счёт на 85-й минуте, а затем забил победный гол с 11-метровой отметки в серии пенальти. В финале его сборная одержала победу над Францией и стала чемпионом Европы. В 2015 году в составе сборной Сербии выиграл чемпионат мира до 20 лет в Новой Зеландии.
24 марта 2017 года Гачинович дебютировал за взрослую сборную Сербии против Грузии, заменив Филипа Костича на 81-й минуте, и на 86-й минуте забил дебютный гол за Сербию. В мае 2018 года он был включён в предварительный состав Сербии на чемпионат мира 2018 в России, но не вошёл в финальный состав.

## Достижения
- Обладатель Кубка Сербии: 2013/14
- Обладатель Кубка Германии: 2017/18
- Обладатель Кубка Греции: 2021/22
- Чемпион Греции: 2022/2023